# Muito Prazer
Muito prazer é um filme brasileiro de 1979, dirigido por David Neves.

## Sinopse
Três jovens arquitetos e três pivetes trabalham num cruzamento de tráfego da Zona Sul do Rio de Janeiro. Do seu local privilegiado, os arquitetos observam a atividade diária dos pequenos vendedores ambulantes que, por sua vez, também são observadores dos arquitetos. A troca entre personagens de contextos tão diversos é a tônica central do filme.
A tensão que provém do universo representado pelos meninos colide e corre em linha paralela com os conflitos existenciais e  domésticos que marcam a vida dos arquitetos. Ivan é casado com Nádia; Aquino é marido de Ângela, já Chico, o terceiro arquiteto, é um solteiro convicto.

## Elenco

Paulo César Saraceni faz uma participação especial no filme.

| Ator/Atriz            | Papel          |
| --------------------- | -------------- |
| Ítala Nandi           | Nádia          |
| Antônio Pedro         | Chico          |
| Cecil Thiré           | Aquino         |
| Otávio Augusto        | Ivan           |
| Betty Van Wien        | Angela         |
| Vera Barroso          | Lúcia, Ana     |
| Irving São Paulo      | Leléu          |
| Júlio Luiz            | Pacheco        |
| Marcelo Gonçalves     | Manteiga       |
| Paschoal Villaboim    | Zezinho Gibira |
| Ângela Leal           | Baby           |
| Carlos Kroeber        | Cliente        |
| Fernando Reski        | Aspirante      |
| Maria Alice Vergueiro | Mãe            |
| Paulo César Saraceni  | Amante         |
| Nelson Cavaquinho     |                |
| Artur Barros          |                |
| Beto Silva            |                |
| Carlos Felipe         |                |
| Carlos Morcillo       |                |
| Celso Lemos           |                |
| Clori Ferreira        |                |
| Eliane Rogério        |                |
| Fernando Carrera      |                |
| Flávio Antonio        |                |
| Jomar Carvalho        |                |
| Júlia Parente         |                |
| Laís Dória            |                |
| Lielsen Araújo        |                |
| Lourival Feliz        |                |
| Luiz Fernando Migon   |                |
| Luiz Vergueiro        |                |
| Marlene Madeira       |                |
| Renato Icarahy        |                |
| Simone Malaguti       |                |
| Tereza Frotta         |                |
| Thereza Briggs        |                |
| Vicente Barcelos      |                |
| Zezinho da Piedade    |                |

## Principais prêmios e indicações
- Festival de Brasília (1979)

Venceu nas categorias de melhor filme, melhor ator (Otávio Augusto) e melhor fotografia (Jom Tob Azulay).